# Whale Cove
Whale Cove (inuktitut: ᑎᑭᕋᕐᔪᐊᖅ) är ett samhälle beläget på stranden av Hudson Bay i Kivalliq i det kanadensiska territoriet Nunavut. Samhället ligger 72 km söder om Rankin Inlet och 161 km norr om Arviat. Befolkningen uppgick år 2016 till 435 invånare.